# Smodicinus coroniger
Smodicinus coroniger är en spindelart som beskrevs av Simon 1895. Smodicinus coroniger ingår i släktet Smodicinus och familjen krabbspindlar. Inga underarter finns listade i Catalogue of Life.